# Pitcairnia abundans
Espèce
Classification phylogénétique
Pitcairnia abundans est une espèce de plantes de la famille des Broméliacées endémique du Mexique.